# V (album de Symphony X)
Pour les articles homonymes, voir V.
Albums de Symphony X
Twilight in Olympus
(1998) The Odyssey
(2002)
V - The New Mythology Suite est le cinquième album studio enregistré par le groupe de metal Symphony X. C'est un album-concept sur le mythe de l'Atlantide, séparé en deux parties qui représentent respectivement l'avant et l'après de l'immersion de la cité.

## Liste des titres
1. Prelude (1:07)
2. Evolution (The Grand Design) (5:20)
3. Fallen (5:51)
4. Transcendence (Segue) (0:38)
5. Communion and the Oracle (7:45)
6. The Bird-Serpent War / Cataclysm (4:02)
7. On the Breath of Poseidon (Segue)(3:01)
8. Egypt (7:04)
9. The Death of Balance / Lacrymosa (3:42)
10. Absence of Light (4:58)
11. A Fool's Paradise (5:48)
12. Rediscovery (Segue)(1:25)
13. Rediscovery (Part II) - The New Mythology Suite (12:01)

## Personnel
- Russell Allen - Chants
- Michael Romeo - Guitares, chants
- Michael Pinnella - Claviers, chants
- Michael Lepond - Basse
- Jason Rullo - Batterie